# قصعين أملس
قصعين أملس (الاسم العلمي:Salvia glabrescens) هو نوع من النباتات يتبع جنس القصعين من الفصيلة الشفوية.